# Gentilly

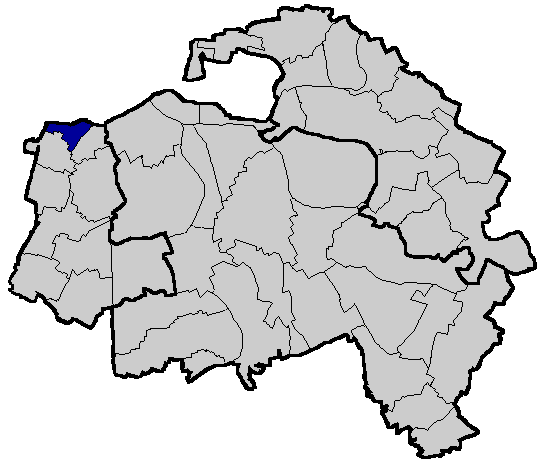
Localització d'Ablon-sur-Seine a la Val-de-Marne

Gentilly és un municipi francès, situat al departament de Val-de-Marne i a la regió de l'Illa de França.
Forma part del cantó de Le Kremlin-Bicêtre i del districte de L'Haÿ-les-Roses. I des del 2016, de la divisió Grand-Orly Seine Bièvre de la Metròpoli del Gran París.